# 枪杀
枪杀指使用枪械（如手枪、冲锋槍、半自動步槍、自动步枪、狙擊步槍、机枪、散彈槍等）对准一个人或生物进行射击，以謀殺目标者為目的的行为。